# La Fille du puisatier (film, 1940)
Pour les articles homonymes, voir La Fille du puisatier (film, 2011).
Pour plus de détails, voir Fiche technique et Distribution.
La Fille du puisatier est un film français écrit et réalisé par Marcel Pagnol, sorti en 1940 et interprété notamment par Raimu, Fernandel et Josette Day. Onzième film de Pagnol, il s'agit d'une comédie dramatique autour d'une fille-mère d'abord repoussée par les parents du père ainsi que son propre père lorsqu'elle révèle être enceinte, avant qu'ils ne reviennent vers elle après la naissance de l'enfant et par intérêt pour celui-ci.
Le film est tourné en France pendant les combats de 1940 puis l'armistice, et ces événements se retrouvent intégrés au scénario. Sorti fin 1940 en zone libre, il s'agit du premier film de la zone libre à être diffusé en zone occupée, à partir d'avril 1941. Il obtient beaucoup de succès dans les cinémas français pendant plusieurs années (il est par exemple au sommet du box-office français de 1943).
L'histoire a par la suite été adaptée en pièces de théâtre, et en un nouveau film par Daniel Auteuil en 2011.

## Synopsis
En 1939 en Provence, Patricia est la fille aînée du puisatier Pascal Amoretti, un travailleur modeste et honnête qui élève seul ses six filles depuis la mort de sa femme. Elle rencontre à 18 ans Jacques Mazel, un jeune aviateur militaire, riche et brillant. Ce bellâtre la fascine autant qu'il l'importune par ses tentatives de séduction. Felipe, l'assistant d'Amoretti, courtise Patricia qu'il voudrait épouser, mais ses efforts provoquent de nouvelles rencontres de Patricia et Jacques, aux avances duquel elle cède. Jacques est alors subitement mobilisé et part en laissant une lettre pour Patricia à sa mère, qui la détruit au lieu de la lui transmettre. Peu après, se découvrant enceinte de Jacques dont elle est sans nouvelles, Patricia le révèle à Felipe, puis à son père. Devant le rejet de la paternité de Jacques par ses parents, et Patricia étant de ce fait réduite au statut déshonorant de fille-mère, Amoretti la chasse de la famille.
Un peu plus tard, Jacques est porté disparu puis déclaré mort au combat, au grand désespoir des Mazel dont il est le fils unique. Le père de Patricia, apprenant via Felipe qu'elle a accouché d'un garçon qui porte son nom de famille, se prend finalement d'intérêt pour cet enfant et fait revenir sa fille afin de l'aider à l'élever.
À leur tour, les Mazel s'intéressent à l'enfant dans l'espoir d'y retrouver un peu de leur fils perdu, et tentent de renouer avec son grand-père maternel, qui refuse tout contact avec eux. Patricia, pourtant, les accepte. Le temps passe ; finalement, Jacques est vivant. Il revient, découvre son enfant et souhaite épouser Patricia, ce qui met tout le monde d'accord. Felipe lui-même se console en épousant la cadette de Patricia qui est intéressée par lui.

## Fiche technique
- Titre : La Fille du puisatier
- Réalisation : Marcel Pagnol
- Scénario, adaptation et dialogues : Marcel Pagnol
- Images : Willy Gricha
- Photographie : Tahar Hannache
- Musique : Vincent Scotto
- Son : Marcel Lavoignat
- Montage : Jeannette Ginestet
- Décors : Marius Brouquier
- Pays d'origine :  France
- Langue de tournage : français et occitan[réf. nécessaire]
- Tournage : 
  - Périodes : du 20 mai 1940 à juin 1940, puis repris le 13 août 1940 et en novembre 1940
  - Extérieurs : La Treille, Aubagne, Salon-de-Provence (Bouches-du-Rhône)
- Production : Marcel Pagnol
- Directeur de production : Charles Pons[2]
- Société de production : Les Films Marcel Pagnol
- Société de distribution : Gaumont
- Format : Noir et blanc — 35 mm — 1.37:1 — monophonique
- Genre : comédie dramatique
- Durée : 140 minutes
- Dates de sortie : 
  - France : 20 décembre 1940 (première à Lyon) (Zone libre)
  - France : 24 avril 1941 (première à Paris) (Zone occupée)
  - États-Unis : 28 septembre 1946
- Affiche : André Bertrand (France)

## Distribution
- Raimu : Pascal Amoretti, le puisatier
- Fernandel : Félipe Rambert, l'assistant de Pascal
- Josette Day : Patricia Amoretti, la fille aînée de Pascal
- Fernand Charpin : André Mazel, propriétaire du « Bazar »
- Line Noro : Marie Mazel, son épouse
- Georges Grey : Jacques Mazel, pilote de chasse, leur fils
- Milly Mathis : Nathalie, la sœur de Pascal
- Clairette Oddera : Amanda Amoretti, la fille cadette de Pascal
- Félicien Tramel : Maxime Exbrayat, le garçon de café
- Marcel Maupi : le commis
- Charles Blavette : le teinturier
- Lucien Callamand : le colonel aviateur

Non crédités :
- Jean Heuzé : le capitaine aviateur
- Raymonde : Eléonore Amoretti, une fille de Pascal
- Josette Frégier (Rosette) : Marie Amoretti, une fille de Pascal
- Liliane : Isabelle Amoretti, une fille de Pascal
- Roberte Arnaud : la petite Roberte Amoretti

## Autour du film
- L'équipe de tournage se souvenait du bruit des canons, parfois, qui gênait la prise de son.

- Ce qui était au départ une banale histoire d'enfant naturel à la manière de Pagnol (Angèle et Fanny sont en quelque sorte les « cousines » de Patricia) s'est retrouvé imprégné de l'actualité, bien au-delà des intentions du réalisateur. Il y avait certes, au départ, la volonté d'ouvrir les cœurs aux immigrés italiens, grands travailleurs manuels (sachant qu’initialement le film répondait à une commande officielle visant à développer une diplomatie culturelle envers l’Italie mussolinienne). Le puisatier s'appelle Amoretti, et son plat favori est la polenta.

- L'aviateur disparu est devenu un combattant en mission de combat, alors qu'initialement, il devait partir pour une mission en Afrique.

- Famille et voisins se retrouvent curieusement pour écouter la retransmission du discours de Pétain du 17 juin, qui appelle à cesser le combat : tous en sont abattus. À la Libération, ce discours sera remplacé dans une nouvelle version du film par celui du 18 juin du Général de Gaulle (cf. ci-dessous). Cette  version a été diffusée sur la chaîne de TV « Paris Première » le 22 mai 2012.

- Il s'agit du premier film achevé depuis l'armistice qui, arrivant de la zone libre, soit diffusé dans la zone occupée[1].

## Le regard d'un historien
François-Georges Dreyfus consacre une page à l'analyse du film qu'il juge représentatif de l'état d'esprit de l'époque : 

« Il faut admettre que la population française, dans son ensemble, a cru à la révolution nationale. Très peu de temps, il est vrai. Quelques mois pour certains, quelques semaines pour beaucoup. [...] Un film, sorti sur les écrans en 1940, et que l'on peut encore voir de nos jours, fournit de cet événement une expression métaphorique dont ses spectateurs d'aujourd'hui sont souvent loin de se douter : il s'agit de La Fille du puisatier de Marcel Pagnol. Le héros est un humble puisatier. Chaque jour, il s'enfonce dans les entrailles de la terre, pour y trouver l'eau vive. Il en remonte le soir, plein de vertus archaïques. [...] [Il] répudie sa fille qui n'a plus aucun espoir d'échapper au destin de fille-mère. Mais un miracle se produit : l'armistice. Le maréchal Pétain parle à la radio (depuis 1944 ce passage du film est remplacé par un message du général de Gaulle, ce qui rend le film inintelligible) annonçant le temps de la souffrance rédemptrice. Tous pleurent. [...] Second miracle : le fils revient ; il n'était que blessé. Transformé par l'épreuve, il a acquis le sens de ses responsabilités. Il épouse la mère de son fils. La morale patriarcale et terrienne de Raimu triomphe : tous s'y rallient. Une famille est fondée. »

Relevons juste que cette morale patriarcale et terrienne n'est pas seulement celle de Pascal (et non de Raimu), mais aussi celle des Mazel et de toute la société provençale décrite par Pagnol. Jusqu'où celui-ci y adhère-t-il davantage que Maupassant peignant crûment les mêmes phénomènes dans la société normande de la génération précédente ? En outre, le « miracle de l'armistice » et « le temps de la souffrance rédemptrice » annoncé par Pétain témoignent d'un singulier manque de recul de l'auteur, dont ce livre était passablement contesté, sur cette période.

## Adaptation au théâtre
Une adaptation au théâtre (Création Nationale) a vu le jour le 24 septembre 2010 au Palais des Congrès de Gruissan, due au comédien et metteur en scène Jean-Claude Baudracco (Productions Ciné-Théâtre Baudrac & Co) et Diane Lava (la fille du puisatier), Stéphane Bouby (Felipe), Julien Baudracco (Jacques Mazel), Jean-Paul Jauguin (André Mazel), Jacky Carrière (Mme Mazel), Sophie Barbero (tante Nathalie), Elodie Ruffié (Amanda) et le garçon de café Jacques Sablier. (Journal l'Indépendant)

## Nouvelle adaptation au cinéma
- La Fille du puisatier

Une nouvelle version du film est sortie le 20 avril 2011 réalisée par Daniel Auteuil avec lui-même (Amoretti), Kad Merad (Felipe), Àstrid Bergès-Frisbey (Patricia), Sabine Azéma et Jean-Pierre Darroussin (les Mazel). Il s'agit de la première réalisation de Daniel Auteuil.